# CBS触媒

コーリー・バクシ・柴田触媒

CBS触媒（CBSしょくばい）あるいはコーリー・バクシ・柴田触媒（Corey-Bakshi-Shibata catalyst）は、プロリン由来の不斉触媒である。コーリー・バクシ・柴田還元やディールス・アルダー反応、[3+2] 環化付加反応といった有機反応において広く使われている。天然に存在するキラル化合物であるプロリンは安価で容易に利用することができる。プロリンのキラル中心は触媒に移され、触媒は2つの鏡像異性体のうち一方を合成する反応をエナンチオ選択的に駆動する。この選択性は遷移状態における立体ひずみに起因する。

## 有機合成
CBS触媒の有機合成の概略を以下に示す。ボロン酸 (1) の（トルエンなどを用いた）共沸脱水によりまずボロキシン (2) が生成する。このボロキシンはプロリン誘導体 (3d) と反応し、塩基性のオキサザボロリジンCBS触媒 (4) を形成する。プロリン誘導体3dはグリニャール試薬3cとプロリンエステル3bのグリニャール反応によって調製される。ルイス酸の超酸塩 (6) はトリフルオロメタンスルホン酸 (5) によって得られる。